# Lonicera periclymenum
Lonicera periclymenum — це вид квіткових рослин родини Caprifoliaceae, що поширений у більшій частині Європи, Північної Африки, Туреччини та Кавказу. Він зустрічається на півночі, аж до південної Норвегії, Швеції та Фінляндії.

## Опис
Виростає до 7 метрів або більше у висоту, це потужна листопадна ліянка, яка час від часу зберігає своє старе листя протягом зими. Трубчасті двогубі квіти кремово-білого або жовтуватого кольору, можуть бути рожевими або червоними на зовнішній стороні та в бутонах, і розміщуються в ефектних пучках на кінцях пагонів. Квіти сильно пахнуть вночі, набагато менше вдень.

## Екологія
Зазвичай рослина запилюється метеликами або бджолами з довгим язиком і розвиває яскраво-червоні ягоди. З кори соні влаштовують літні гнізда для дитинчат; вони також їдять квіти, які є хорошим джерелом багатого енергією нектару. Грона червоних ягід восени поїдають такі птахи, як дрозди, снігурі та очеретянки.